# T Coronae Borealis
Ten artykuł dotyczy przyszłego wydarzenia. Informacje w nim zawarte mogą się zmienić wraz z pojawieniem się nowych faktów, a początkowe doniesienia mogą być niepewne. Ostatnie aktualizacje tego artykułu mogą nie odzwierciedlać najbardziej aktualnych informacji.
T Coronae Borealis (T CrB) – gwiazda nowa, znajdująca się w gwiazdozbiorze Korony Północnej, oddalona od Słońca o ok. 2990 lat świetlnych.

## Charakterystyka
Jest to układ podwójny złożony z czerwonego olbrzyma reprezentującego typ widmowy M3 i białego karła. T CrB typowo ma obserwowaną wielkość gwiazdową zaledwie 10m (niewidoczna gołym okiem). Ze względu na bliskość obu składników, w układzie ma miejsce transfer masy: wodór z rozdętego czerwonego olbrzyma opada poprzez dysk akrecyjny na powierzchnię białego karła, gromadząc się, aż do eksplozji termojądrowej, która usuwa nagromadzoną materię. Jest ona obserwowalna z Ziemi jako krótkotrwałe, bardzo silne pojaśnienie. Podczas eksplozji jasność gwiazdy wzrasta około 1500 razy, osiągając wielkość około 2,5m. Cykl powtarza się co około 80 lat, co sprawia, że T CrB jest klasyfikowana jako nowa powrotna.
Masa białego karła rośnie na skutek akrecji, dążąc do granicy Chandrasekhara, co oznacza, że system będzie ewoluował w stronę supernowej typu Ia.

## Historia obserwacji

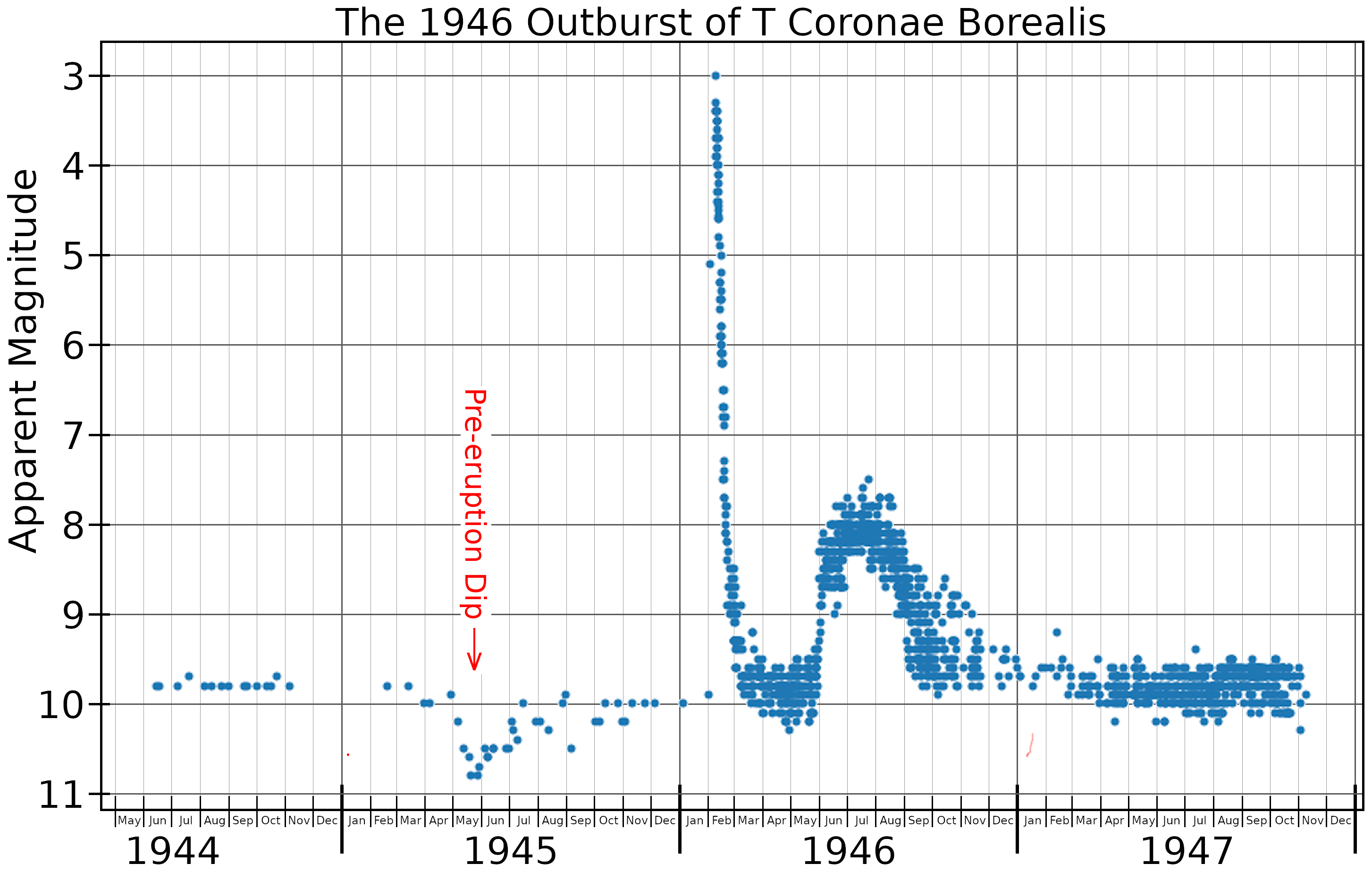
Krzywa blasku gwiazdy obejmująca wybuch z 1946 roku

T Coronae Borealis była pierwszą zidentyfikowaną nową powrotną. Wybuchy T CrB obserwowano kilkakrotnie nieuzbrojonym okiem, dobrze udokumentowane są obserwacje z 1866 i w 1946 roku. Rok przed erupcją z 1946 roku, dzięki ciągłym obserwacjom Lesliego Peltiera, zaobserwowano poprzedzające ją pociemnienie gwiazdy. Krzywa blasku ukazuje także, że kilkadziesiąt dni po wybuchu i powrocie do typowej jasności nastąpiło czasowe pojaśnienie; analiza archiwalnych danych wykazała, że takie samo zjawisko wystąpiło też w 1866, ale nie ma ono jednoznacznego wyjaśnienia. Badania archiwalne wskazały także prawdopodobne wcześniejsze obserwacje nowej. W grudniu 1787 roku brytyjski astronom Francis Wollaston zaobserwował gwiazdę, której współrzędne zgadzają się z położeniem T CrB, a wielkość gwiazdowa wskazuje, że była ona w trakcie wybuchu. W październiku 1217 roku opat Burchard z Ursbergu zaobserwował gołym okiem jasny obiekt w Koronie Północnej; czas zdarzenia i jego opis odpowiadają obserwacji wybuchu nowej.
W 2015 jasność układu wzrosła w stosunku do wieloletniej normy, a pomiędzy marcem a kwietniem 2023 roku znacznie spadła, podobnie jak miało to miejsce przed erupcją z 1946 roku. Astronomowie przewidywali, że następna eksplozja wydarzy się w okresie od początku 2024 roku do 2027 roku.